# Transport sanitaire
 (décembre 2018).
 (décembre 2018).
Si vous disposez d'ouvrages ou d'articles de référence ou si vous connaissez des sites web de qualité traitant du thème abordé ici, merci de compléter l'article en donnant les références utiles à sa vérifiabilité et en les liant à la section « Notes et références ».

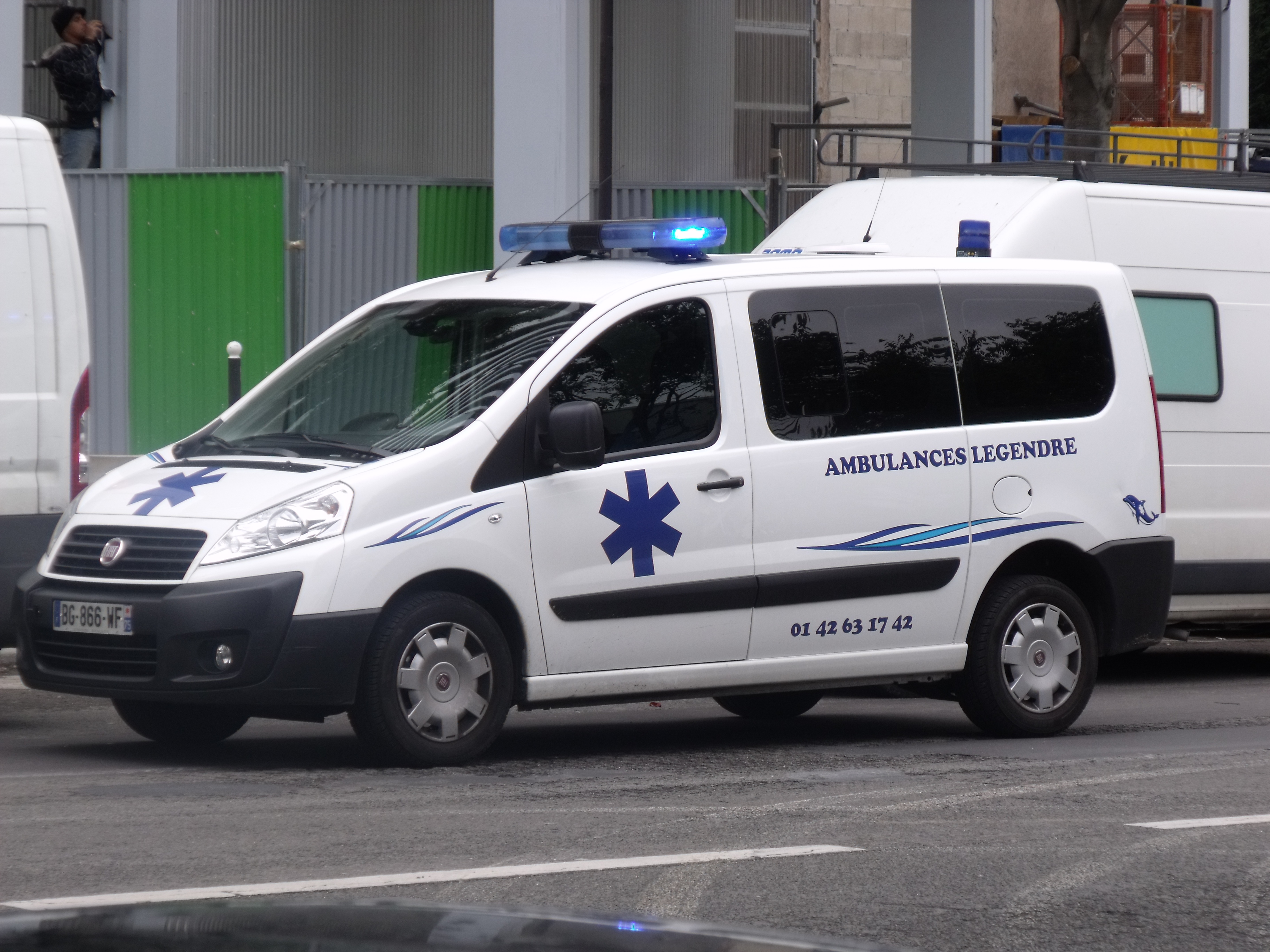
Ambulance Fiat à Paris.

Un transport sanitaire est tout transport d’une personne malade, blessée ou parturiente, pour des raisons de soins ou de diagnostic sur prescription médicale ou en cas d’urgence médicale, effectué à l’aide de moyens de transports terrestres, aériens ou maritimes, spécialement adaptés à cet effet.

## Des activités multiples
On distingue deux types de transports sanitaires :
- les « transports primaires » : il s'agit du transport du patient ou de la victime depuis le lieu du malaise ou de l'accident (domicile, voie publique, établissement recevant du public) vers la structure de soins ; on parle aussi parfois d'« évacuation » ;
- les « transports secondaires » : il s'agit du transport du patient d'une structure de soins vers une autre, par exemple de l'hôpital vers un lieu de convalescence ou vers un autre hôpital.

## Des moyens diversifiées

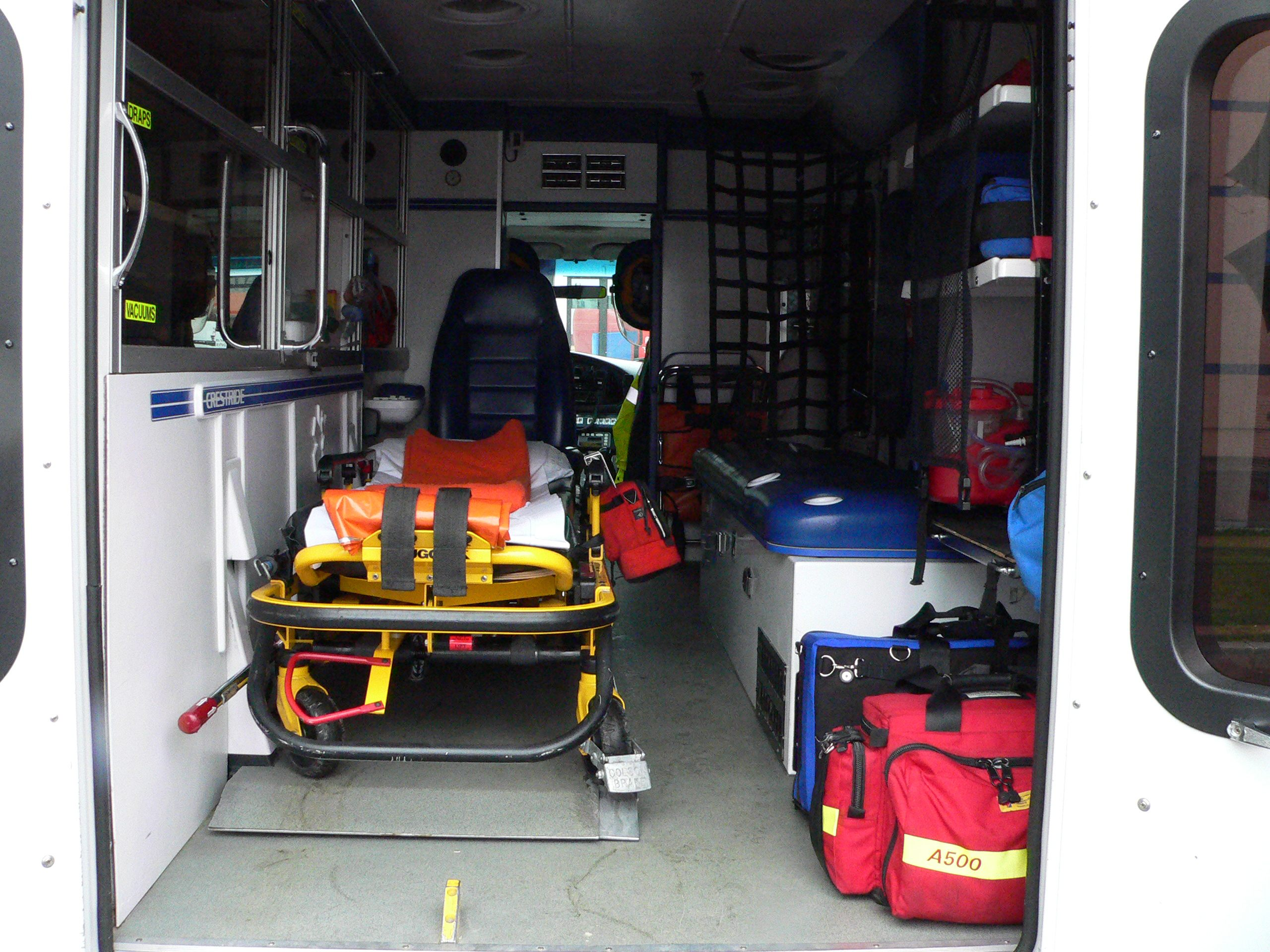
Intérieur d'une de Lausanne en Suisse (2005).

Le transport sanitaire peut se faire :
- sur la route, par un véhicule routier de type « camionnette » équipé de matériel secouriste et médical, armé d'un équipage formé aux premiers secours ou aux soins paramédicaux et médicaux ;
- par hélicoptère, lorsque le transport de la victime le nécessite : la victime est transportée par hélicoptère si elle se trouve loin d'un hôpital, inaccessible par la route, ou que son état est extrêmement préoccupant (soit nécessitant une prise en charge extrêmement rapide, soit étant incompatible avec un transport par la route) ; Les interventions par hélicoptère restent rares en milieu urbain, mais fréquentes en montagne ou en milieu périlleux ;
- par avion, appelé chez les militaires EVASAN, ou par bateau dans certains endroits.

## Évacuation sanitaire
L'évacuation sanitaire correspond à une « extraction » par une unité médicale avec différents moyens (hélicoptère, avion, ambulance, navire-hôpital) d'une personne ayant été blessée sur un champ de bataille, dans une catastrophe, accidentée ou souffrant d'un problème de santé. Ces évacuations sanitaires sont souvent réalisées par les armées.

## En France

### Une activité réglementée

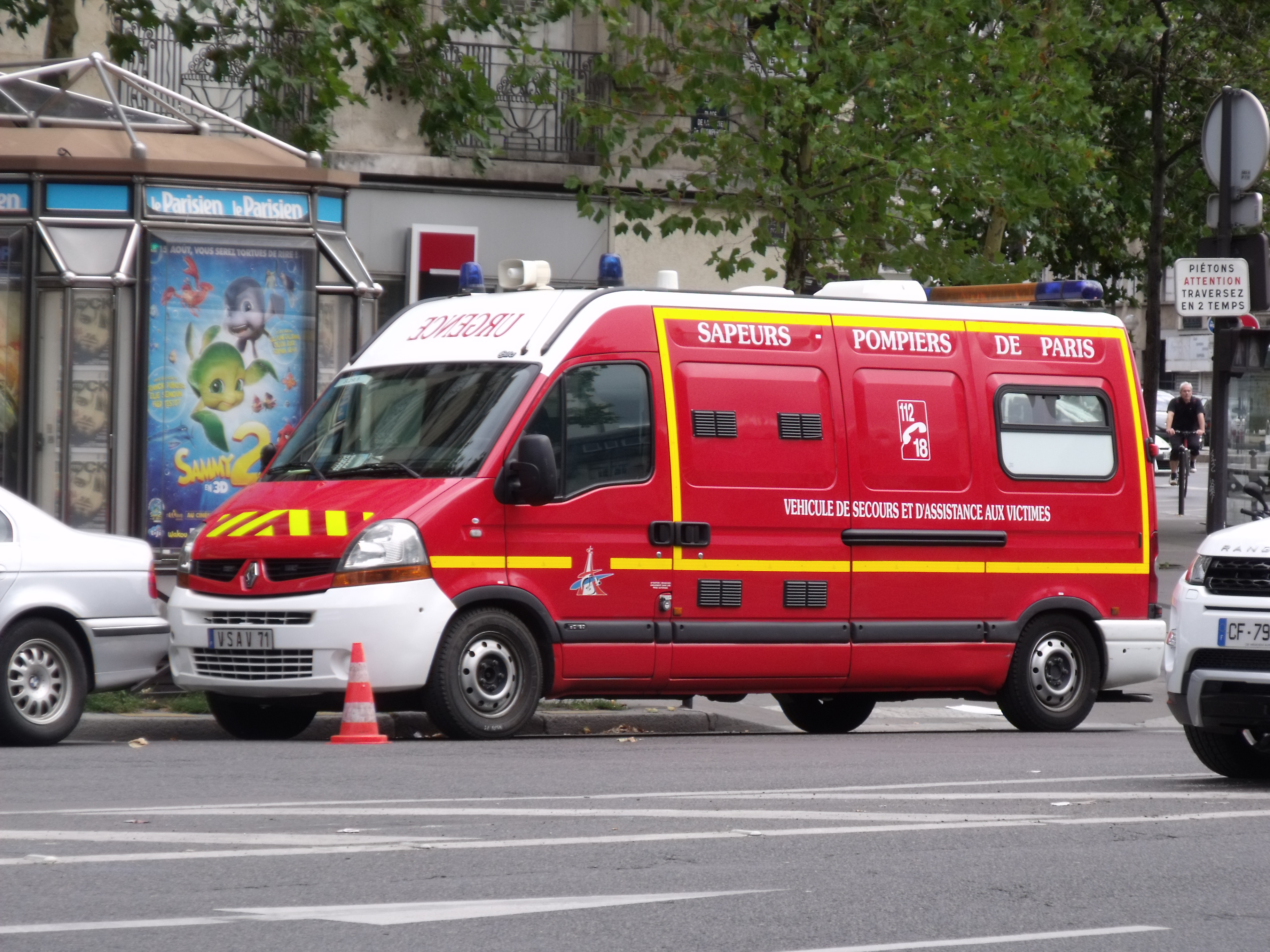
Ambulance VSAV71 des pompiers de Paris

En France, le transport sanitaire est réglementé en termes de moyens mis en œuvre (véhicule, personnel…). Il faut le distinguer du transport de malade, qui peut être effectué selon des modalités libres.
Le critère de séparation entre transport sanitaire et transport de malade est lié à l'état du patient, évalué par le médecin, qui décide de prescrire ou non un transport sanitaire (SMUR, ambulance, Transport Assis Professionnalisé…) adapté à l'état du patient et au coût le plus adapté.
Un transport primaire peut être effectué par un véhicule de prompts-secours tel que le véhicule de secours et d'assistance aux victimes des sapeurs-pompiers ou secouristes français, l'Ambulance de secours et de soins d'urgence des entreprises privées françaises, les ambulances médicalisées appelées UMH (Unités Mobiles Hospitalières) car elles sont basées dans les Services mobiles d'urgence et de réanimation Hospitaliers et régulées par les SAMU. Les Pompiers militaires de Paris ont des Ambulances de Réanimation (AR) semblables aux UMH mais non hospitalières qui sont également régulées (mais a posteriori) par les SAMU.

### Les différents types d'ambulance et véhicules médicaux
Les ambulances et véhicules de transport de patient et de matériel médical sont considérés comme des véhicules d’intérêt général bénéficiant de facilités de passage. Ils sont identifiables grâce à leurs avertisseurs sonores et lumineux, leur sérigraphie et leur gabarit. Ils sont dénombrables comme suit :

#### Type A: Ambulance légère
Ambulance conçue et équipée pour le transport sanitaire de patient dont l'état de santé ne laisse pas présager qu'ils puissent devenir des patients en détresse. Ces ambulances sont généralement utilisées pour le transport de patient entre établissements de santé, mais dont l'état est stabilisé, ne nécessitant pas de soin immédiat. Le patient est en position allongée ou semi-assis pendant la durée du trajet. Les ambulances utilisées dans ce type de mission sont généralement privées, et de gabarit L1H1 ou L2H1 (petit utilitaire léger). Elles sont sollicitées soit par un établissement de santé, soit par le patient.
Caractéristiques visuelles
- Petit utilitaire
- Peinture uniforme blanche
- Croix médicale bleue sur le capot et les portes latérales avant
- Avertisseur sonore 3 tons (do - mi – do)
- Feux à éclat à l'avant, et/ou rampe lumineuse à l'arrière

#### Type B: Ambulance de soins d'urgence (ASSU, VPS ou VPSP)

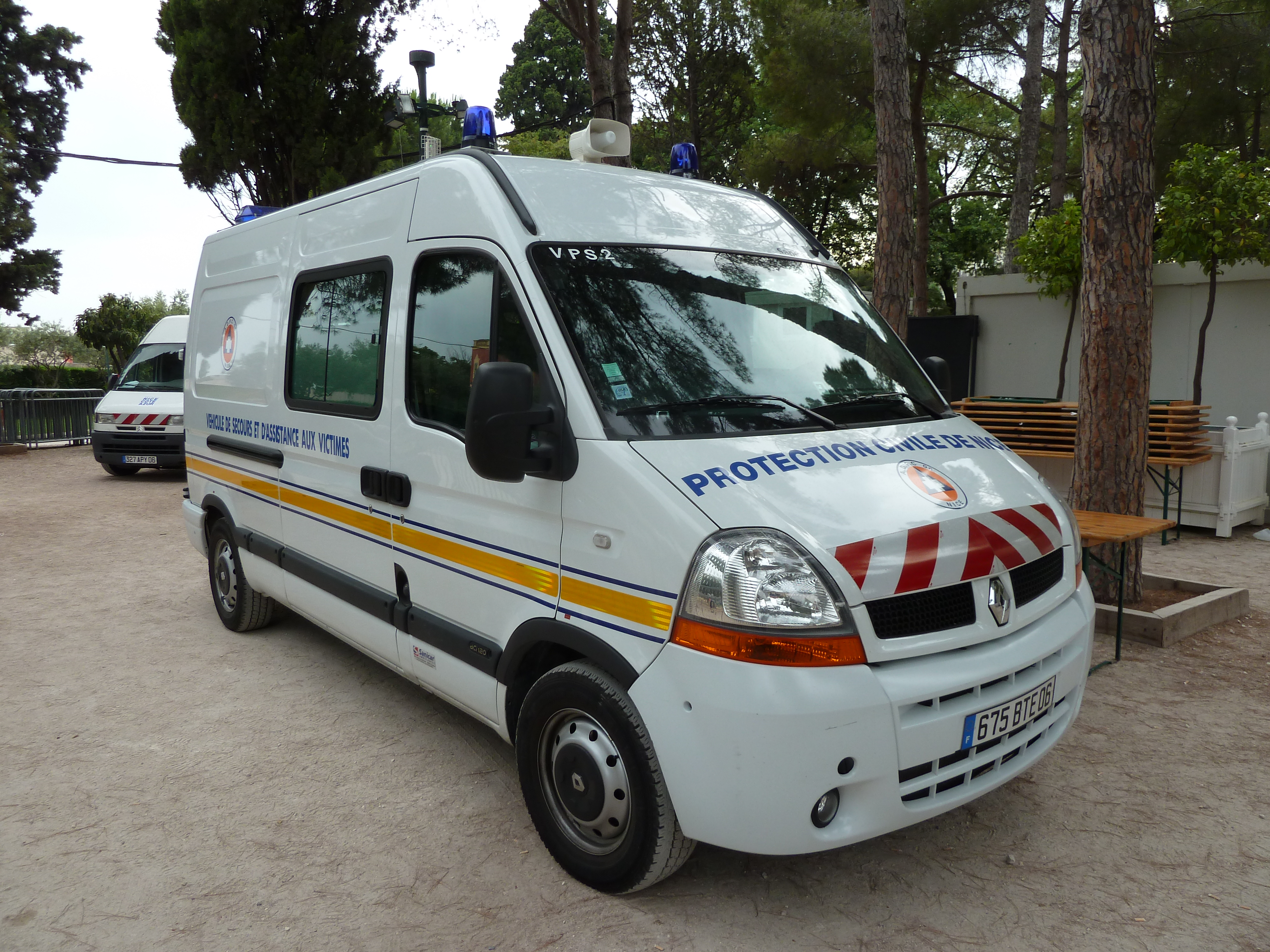
Un VPSP de la Protection Civile

Ambulance de secours et de soins d'urgence conçue et équipée pour le transport, les premiers soins et la surveillance des patients. Ces ambulances sont utilisées par les associations agréées de sécurité civile, ou les sociétés privées. Ce sont des ambulances équipée de matériel médical de premiers secours. Le transports d'un patient est en position allongée ou semi-assis, si l'état de la victime le permet. Ils sont utilisées pour le transport de victimes dans des rassemblements (festival, concert, manifestation…) vers les établissements de santé. Les ambulances utilisées dans ce type de mission sont généralement privées, et de gabarit L2H2 ou L3H2 (utilitaire). Elles sont généralement sollicitées par les organisateurs d’événements, soit en renfort des services publics de secours.
Caractéristiques visuelles
- Utilitaire
- Peinture uniforme blanche
- Croix médicale bleue sur le capot et les portes latérales avant
- Avertisseurs sonores 3 tons (do - mi – do) ou 2 tons (si – la) selon l'intervention
- Feux à éclat à l'avant, et rampe lumineuse à l'arrière et feux de pénétration sur la calandre, ou gyrophares selon l'intervention.
- Sérigraphie ASSU sur le pavillon, et sur les portes latérales
- Sérigraphie de l'association qui utilise l'engin (protection civile, croix rouge...)
- Motif zébrage rouge et blanc à l'arrière du véhicule et sur le capot

#### Type C: Ambulance de soins intensifs (UMH, AR)
Ambulance de soins intensifs conçue et équipée pour le transport, les soins intensifs et la surveillance d'un patient. Ces ambulances sont utilisées par le Service d'aide médicale urgente, le Service mobile d'urgence et de réanimation et les SDIS. Ce sont des ambulances équipées de matériel médical de soins intensifs et de réanimation. Le transport d'un patient est en position allongée ou semi-assis, si l'état de la victime le permet. Ils sont utilisés pour le transport de victimes depuis son domicile, un accident de la voie publique, un incendie, vers un établissement de santé équipé pour recevoir un patient en détresse et dont l'état n'est pas stabilisé. Elles sont équipées de défibrillateur, insufflateur, matériel d'incubation, matériel d'oxygénothérapie, matériel de réanimation et matériel pédiatrique. Le véhicule est aussi équipé de matériel de secours et soins d'urgences. Les ambulances utilisées dans ce type de mission sont généralement publiques (sapeurs-pompiers, SMUR...) et de gabarit L3H2 (utilitaire). Elles sont sollicitées par les services de régulation médicale (SAMU) ou par les sapeurs-pompiers. Lorsqu’elles sont utilisées par un SMUR, elles sont appelées Unité Mobile Hospitalière. Lorsqu'elles sont utilisées par les sapeurs-pompiers, elles sont appelées Véhicule de Secours et d'Assistance aux Victimes (VSAV), ou plus anciennement Véhicule de Secours aux Blessés et aux Asphyxiés.
Caractéristiques visuelles Pompiers
- Utilitaire
- Peinture uniforme rouge
- Bandes jaunes réfléchissantes autour de l'utilitaire
- Avertisseurs sonores 2 tons (si – la)
- Feux à éclat à l'avant, et rampe lumineuse à l'arrière et feux de pénétration sur la calandre
- Sérigraphie VSAV sur la cabine sanitaire
- Motif zébrage rouge et jaune à l'arrière du véhicule et sur le capot
- Sérigraphie du numéro de téléphone du service : 18
- Cellule sanitaire carré

Caractéristiques visuelles SMUR
- Utilitaire
- Peinture uniforme blanche
- Bandes jaune clair réfléchissantes autour de l'utilitaire
- Avertisseurs sonores 2 tons (si – la)
- Feux à éclat à l'avant, et rampe lumineuse à l'arrière et feux de pénétration sur la calandre
- Sérigraphie SAMU et/ou SMUR sur la cabine sanitaire et sur le capot
- Sérigraphie de l'utilisation de l'engin (Urgence Pédiatrique...)
- Sérigraphie du département où est utilisé l'engin (SAMU 45...)
- Motif zébrage rouge et blanc à l'arrière du véhicule et sur le capot
- Sérigraphie du numéro de téléphone du service : 15

#### Véhicule sanitaire léger (VSL)
Ce ne sont pas des ambulances, mais des véhicules légers (berline, monospace, break…) servant au transport d'un patient de son domicile à un établissement de santé. Ces véhicules ne sont pas équipées en matériel de premier secours, et n'interviennent jamais sur des interventions délicates ou nécessitant des soins d'urgence et le transport de victimes en position allongée. Un véhicule sanitaire léger peut transporter jusqu'à 3 patients en position assise. Ces véhicules sont souvent utilisés par des sociétés privées spécialisées dans le transport de patients.
Caractéristiques visuelles
- Berline, monospace, break
- Croix médicale bleue sur le capot et les portes latérales avant
- Peinture uniforme blanche

#### Véhicule radio-médicalisé (VRM), véhicule léger médicalisé ou véhicule de liaison médical (VLM)
Ces véhicules ne sont pas des ambulances, mais des véhicules légers (monospace, break, véhicule tout-terrain…) servant au transport de matériel médical, d'infirmier et de médecin urgentiste vers un lieu nécessitant leur présence en renfort. Ces véhicules sont utilisés par le SAMU, le SMUR et les SDIS. Ce sont des véhicules équipés d'un compartiment où est rangé du matériel médical de premiers secours, de soins intensifs et de réanimation. Le hayon du coffre s'ouvre alors pour laisser place au déploiement d'une armoire médicale contenant tout le matériel nécessaire au secours médical d'urgence d'une victime. Ils peuvent embarquer jusqu'à 4 passagers, infirmier, médecin urgentiste, et conducteur. Ils sont aussi équipés de matériel de liaison radio pour pouvoir communiquer avec les services auxquelles ils sont rattachés.
Caractéristiques visuelles SMUR
- 4x4, monospace, break
- Peinture uniforme, blanche ou jaune.
- Bandes jaune clair ou bleu foncé réfléchissantes autour du véhicule
- Avertisseurs sonores 2 tons (si – la)
- Rampe lumineuse et feux de pénétration sur la calandre
- Sérigraphie SAMU et/ou SMUR sur les portes latérales et sur le capot
- Sérigraphie du département où est utilisé le véhicule (SAMU 45...)
- Motif zébrage rouge et blanc à l'arrière du véhicule et sur le capot
- Sérigraphie du numéro de téléphone du service : 15

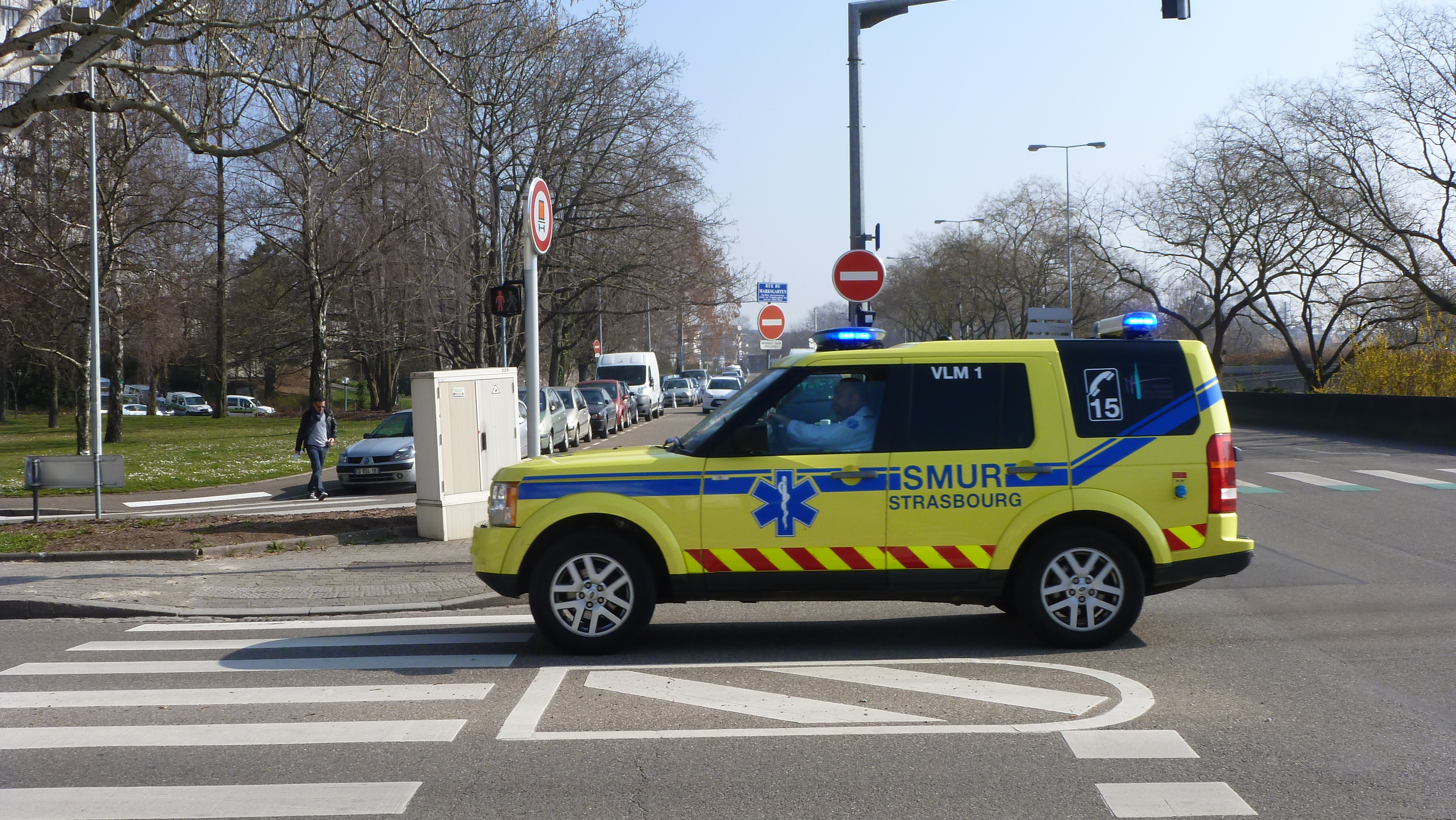
Un véhicule de liaison médical du SMUR de Strasbourg

- Grande antenne sur le toit

Caractéristiques visuelles Pompiers
- 4×4, monospace, break
- Peinture uniforme rouge
- Bandes jaunes réfléchissantes autour de l'utilitaire
- Avertisseurs sonores 2 tons (si – la)
- Rampe lumineuse et feux de pénétration sur la calandre
- Sérigraphie VLM/VRM sur les portes latérales et sur le capot
- Motif zébrage rouge et blanc à l'arrière du véhicule et sur le capot
- Sérigraphie du numéro de téléphone du service : 18
- Grande antenne sur le toit

### Données économiques du secteur
Remboursements de l'assurance maladie
- Les dépenses prises en charge par l'assurance maladie pour les patients qui se déplacent pour bénéficier de soins ou pour regagner son domicile après une hospitalisation se sont élevées en 2010, d'après la Cour des Comptes, à 3,5 milliards d'euros pour 5 millions de bénéficiaires[3];
- À titre de comparaison, cette dépense représente l'équivalent de la moitié des remboursements des consultations chez les médecins généralistes.
- En 2006, ces transports ont été effectués à 69 % par des ambulanciers (ambulance et VSL), le reste (31 %) par des taxis et des associations.

Les entreprises d'ambulance
- En 2006, il y avait 4 887 établissements qui employaient 46 201 salariés.

Les pompiers
- Les sorties de véhicules de pompiers sont prises en charge par les budgets de Collectivités Territoriales, ce qui ne veut pas dire qu'elles sont gratuites... et la plupart du temps dans le cadre flou du « Prompt Secours » ou de la carence des ambulanciers.